# .pw
A .pw Palau internetes legfelső szintű tartomány kódja, melyet 1997-ben hoztak létre.
Személyneveket eredeti formájában lehet regisztráltatni, például john.smith.pw, és ehhez a következő e-mail cím tartozik: john@pw.pw. Magánszemély csak így három szintes címet tud magának regisztrálni. A bejegyzett védjegyek lehetnek második szintű tartománynevek, és alájuk nem adnak ki további engedélyt.